# 松島廉作

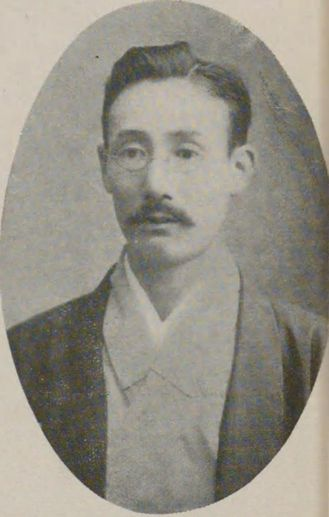
松島廉作

松島 廉作（まつしま れんさく、安政3年8月29日（1856年9月27日） - 昭和14年（1939年）4月22日）は、日本の衆議院議員（立憲改進党→進歩党→憲政党→憲政本党）。

## 経歴
遠江国豊田郡美川村（現在の静岡県袋井市）に金井文平の二男として生まれ、長上郡五島村（現在の浜松市中央区）の松島五右衛門の養子となった。東京専門学校（現在の早稲田大学）で政治学・経済学を学んだ。1886年（明治19年）、静岡県会議員に当選した。1892年（明治25年）、第2回衆議院議員総選挙に当選。以後、当選回数は6回を数えた。
また、静岡民友新聞社を創設し、社長を務めた。